# 가호쿠정 (구마모토현)
가호쿠정(일본어: 鹿北町)은 일본 구마모토현에 있던 정이다.
2005년 1월 15일에 야마가시 및 가모토군 가오정, 기쿠카정, 가모토정과 신설합병해, 야마가시가 되었다. 

## 지리
가호쿠정은 구마모토현 북부에 위치하며 후쿠오카현과 경계를 맞대고 있다.
- 면적 86.17km22
  - 농경지 14.7
  - 임야 68.0
  - 기타 17.3

## 역사
- 1889년 4월 1일 - 정촌제 시행에 수반해 이와노촌, 다케마촌, 히로미촌이 성립하였다.
- 1896년 4월 1일  - 야마가군, 야마모토군이 합병해 가모토군이 되었다.
- 1954년 4월 1일 -  이와노촌, 다케마촌, 히로미촌이 합병해 가호쿠촌이 성립하였다.
- 1963년 12월 1일 - 정으로 승격해 가호쿠정이 되었다.
- 2005년 1월 15일 - 야마가시 및 가모토군 가오정, 기쿠카정, 가모토정과 대등합병해, 새롭게 야마가시가 되었다.

## 교통

### 도로
- 국도 3호선

## 참고 문헌
- 角川日本地名大辞典編纂委員会, 『角川日本地名大辞典 43 熊本県』1987, 角川書店